# Minnen av igår
Minnen av igår (japanska: おもひでぽろぽろ, Omohide poro-poro', 'Minnen dripp-dropp') är en japansk animerad dramafilm från 1991. Den regisserades av Isao Takahata som dennes sjätte långfilm och animerades på Studio Ghibli. Filmen baserades på mangan med samma namn av Okamoto Hotaru och Tone Yuko Filmens avslutande temasång (愛は花、君はその種子 Ai wa hana, kimi wa sono tane, 'Kärleken är en blomma, du är dess frö') är en japansk översättning av Amanda McBrooms komposition "The Rose".
Minnen av igår (känd för många västerländska animefans under den engelska titeln Only Yesterday) är en anmärkningsvärd animefilm då den utforskar ett tema som traditionellt ansetts omöjligt för animerade rollfigurer. I det här fallet handlar det om ett realistiskt drama skriven för en vuxen och i första hand kvinnlig publik. Trots ämnesvalet, blev den en överraskande framgång bland biobesökare av båda könen och slutade som årets bioetta i Japan. Den svenska utgivningen på DVD och Bluray dröjde dock till 2017.

## Titeln
Första delen av den japanska originaltiteln motsvarar det japanska ordet för "minnen", som idag vanligen skrivs på ett annat sätt; därför syns ibland transkriberingar som Omoide poro-poro, Omoide poro poro eller Omoide poroporo. Filmskaparna valde till filmtiteln en äldre stavning av ordet för "minnen" – おもひで (hiragana) istället för det idag gängse 思い出 (kanji + hiragana). Dagens ord både skrivs och uttalas /omoide/, medan den gamla stavningen syftar på samma uttal men med skrivningen omohide. På engelska har filmen fått namnet Only Yesterday, och en beskrivande titelöversättning till svenska som tidigare använts är Minnesdroppar.

## Handling
1982. Taeko Okajima, ung kontorsanställd någonstans i Tokyo, har det tråkigt på sitt arbete och bestämmer sig för att tillbringa några semesterveckor på landet. Hennes svåger har en gård i närheten av Yamagata uppe i norr, och hon vill lära sig hur man skördar färgtistel (safflor; japanska: benibana). Stadsbarnet Taeko har ända sedan hon var liten drömt om att få åka ut på landet, men som vuxen har det liksom aldrig blivit av. Under hennes resförberedelser, liksom under själva resan, dyker minnen från hennes barndom upp. Det är hennes tioåriga jag som får liv. Under resten av filmen ger sig Taeko av årgång 1966 till känna när hon verkar känna för det, när den vuxna Taeko stöter på något som provocerar fram hennes minnen.

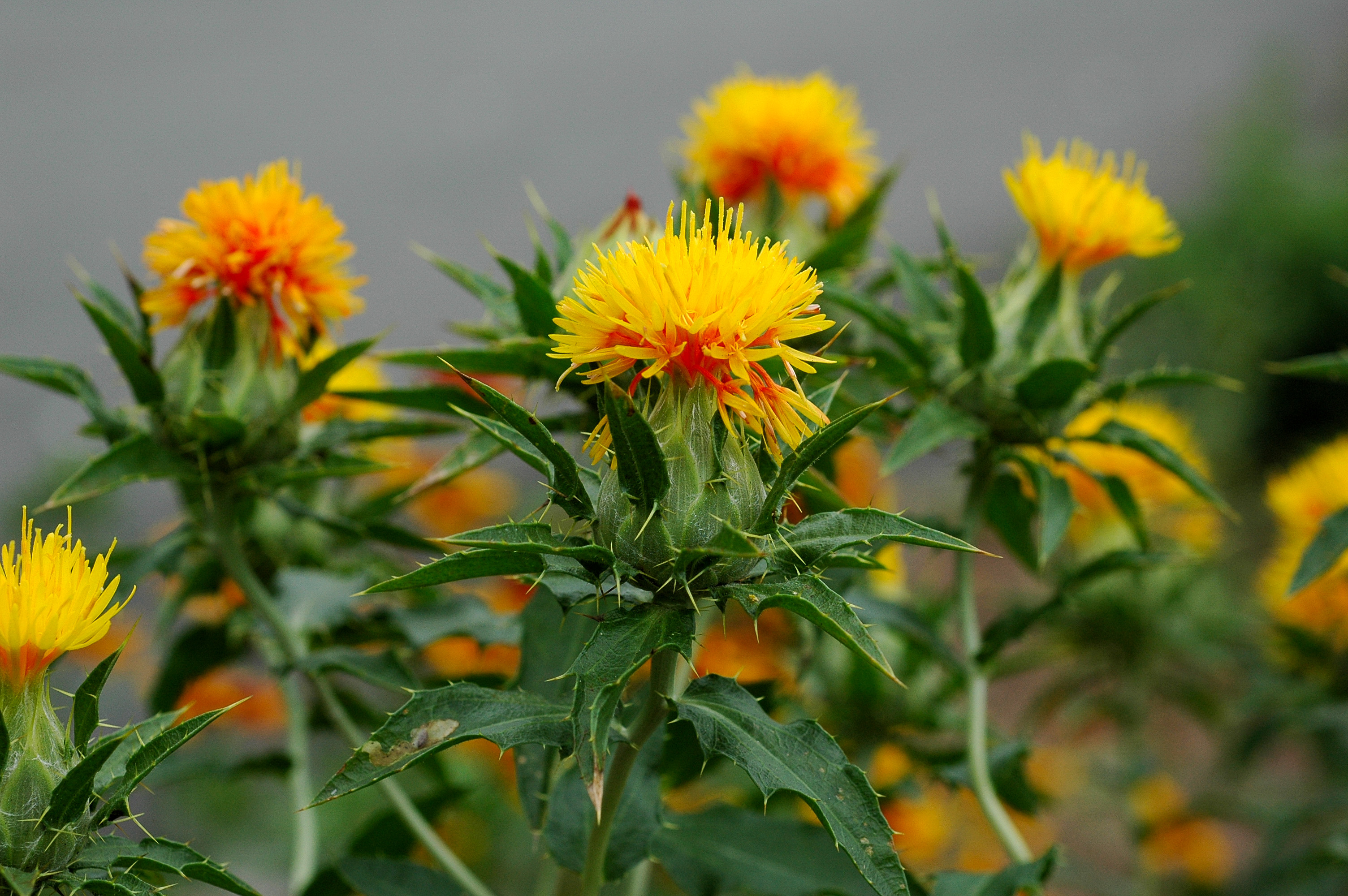
Färgtistlar odlade i Yamagata-prefekturen på norra Honshu. Det är dit filmens huvudperson Taeko beger sig för att få uppleva landet och något nytt i sitt liv.

1966. Taeko är en liten ombytlig drömmare och yngst i en familj med tre döttrar. Året då hon fyller tio är de stora upptäckternas år: första förälskelsen (Hiro, en pojke från en annan klass och bra på baseboll), vad mens är för något, krossade barndomsdrömmar (hon har drömt om att få spela teater, något hennes far förbjuder).
I vuxenberättelsen delas Taekos tid mellan hennes arbete på gården och utflykter med Toshio, en släkting till hennes svåger (svågern är Nanakos make) och nästan jämnårig med Taeko. Han har lämnat sin anställning på ett storföretag i stan och startat eget som ekologisk jordbrukare. Taeko och Toshio verkar trivas i varandras sällskap, vilket inte går gårdens äldsta invånare obemärkt förbi. Obā-san ("farmor/mormor") föreslår ett giftermål mellan de två, ett förslag som kommer som blixt från klar himmel för Taeko, som på nytt kastas in i tankarnas värld för att undfly den oväntade situationen och sin egen svarslöshet.
Mot slutet av filmen är semestervistelsen slut, och Taeko bryter upp och anträder hemresan mot Tokyo. Eftertexterna i filmen vill dock annorlunda.

## Rollista

### 1966: familjen Okajima
- Taeko – (röst:) Yōko Honna

Minsta barnet i familjen, född i Tokyo 1956. Hon är den enda rollfigur som syns både i barndomsberättelsen (1966) och vuxenberättelsen (1982, där hörs ena storasystern dock i telefon). Hon är en liten ombytlig, drömmare och verkar föga intresserad av sina studier. Matematik är hennes sämsta ämne. Hennes spontanitet och livliga fantasi gör henne uppmärksammad i samband med en skolpjäs. Hon är populär bland klasskamraterna och omges om tjejkompisar. Hon intresserar sig för pojkar utan att riktigt förstå sig på dem.
- Taekos mor – Michie Terada
- Taekos far – Masahiro Itō
- Taekos mormor – Chie Kitagawa
- Nanako – Yorie Yamashita
- Yaeko – Yuki Minowa

### 1966: Taekos skolkamrater
- Tsuneko
- Hiro
- Abe
- Rie

### 1982
- Taeko – Miki Imai

Anställd på en reklambyrå. Hon finner sig inte riktigt tillrätta på jobbet och börjar drömma om saker hon drömde om som barn.
- Toshio – Toshirō Yanagiba
- Obā-san
- Kazuo och Kyoko
- Naoko

Källor: (rollbeskrivningar)

## Presentation och mottagande

Den franska DVD-utgåvan använder den japanska originaltiteln, kompletterad med en undertitel på franska.

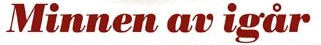
2017 kom filmen till slut ut på DVD i Sverige, efter att den något tidigare även blivit utgiven i USA.

Minnen av igår hade japansk biopremiär den 5 juli 1991. För första gången planerade Studio Ghibli en riktig reklamkampanj, och efter biosuccén med Kikis expressbud hade studion större produktionsresurser till sitt förfogande. Den här gången fanns det heller inte en tydlig målgrupp, vilket gjorde det än viktigare att satsa för att nå ut med filmen. Filmen blev ändå en oväntad framgång och sålde på tre månader 2,2 miljoner biobiljetter (till ett värde av 1,87 miljarder yen), vilket gjorde den till 1991 års största japanska biofilm.
Filmen har även givits ut på DVD och senare Bluray i bland annat ett antal europeiska länder. En engelsktextad version utan valbar engelsk dubb nådde den brittiska marknaden, och en dito kom även ut i Sverige hösten 2017. Den svenska filmtiteln blev Minnen av igår, vilket kan ses som en kombination av originalets "minnen dropp-dropp" och engelskans "så sent som igår". Den svenska biopremiären av filmen dröjde dock till 2019.